# Paolo Soprani (imprenditore)
Paolo Soprani (Recanati, 20 ottobre 1844 – Castelfidardo, 20 febbraio 1918) è stato un imprenditore italiano.
È ricordato come il fondatore dell’industria della fisarmonica in Italia.

## Biografia
Nacque a Recanati nel 1844. Leggenda vuole che nel 1863 abbia ricevuto in dono un accordeon da un pellegrino austriaco in visita al santuario mariano di Loreto, ospitato nel casolare della sua famiglia nella vicina vallata del fiume Musone. Dopo avere studiato lo strumento con cura, Soprani si affida ad alcuni artigiani locali per apportarvi delle migliorie tecniche, in particolare al mantice e alla tastiera, e infine ne intraprende la fabbricazione industriale con l’aiuto dei suoi due fratelli, Settimio e Pasquale.
Al primo modesto opificio, ricavato nell’abitazione di famiglia, qualche anno dopo segue un secondo opificio, di dimensioni solo lievemente maggiori. Qui Soprani resta fino al 1872, quando la consistente domanda di armonici proveniente dal mercato devozionale lauretano lo spinge a trasferirsi nei più capienti locali di palazzo Gentili, nel centro di Castelfidardo. Il suo esempio viene presto imitato da altri artigiani, per lo più suoi ex lavoranti, che diventano a loro volta costruttori di fisarmoniche.
Del 1874 è la notizia della prima esportazione di armonici (in Grecia) effettuata dalla ditta Soprani e, con essa, dall’industria marchigiana degli strumenti musicali. Proprio i mercati esteri rivestono un ruolo determinante nell’impetuoso sviluppo che il settore conosce prima negli anni ottanta dell'Ottocento, e poi in età giolittiana. Queste due fasi espansive sono separate da un periodo di crisi, legato soprattutto alla concorrenza delle imprese tedesche e austro-ungariche, largamente meccanizzate, dunque capaci di produrre a costi ridotti e di vendere a prezzi contenuti.

### Esposizione di Parigi
Le difficoltà avvertite negli anni novanta si attenuano già al volgere del secolo, come confermano i dati sull’occupazione che, negli opifici di Castelfidardo e dei comuni vicini, torna ad aumentare sensibilmente. La crisi sortisce peraltro un importante effetto di stimolo, spingendo Soprani – aiutato in questa fase dai due figli, Achille e Luigi – a modernizzare il processo produttivo con l’adozione delle prime macchine elettriche per la realizzazione delle “voci”. I progressi tecnologici maturati a cavallo del XX secolo trovano conferma nel successo che Soprani consegue alla Esposizione Internazionale di Parigi del 1900 e partecipano a una più generale riorganizzazione dell’impresa, segnata dall’apertura di un nuovo stabilimento, sempre a Castelfidardo, e dalla esternalizzazione di molte delle fasi produttive, affidate a un indotto sempre più densamente abitato da ditte locali di piccole o piccolissime dimensioni. Ciò spiega come mai il censimento industriale del 1911 annoti, per la Paolo Soprani, una manodopera di appena 24 addetti, pari a un quinto – o probabilmente anche meno – di quella impiegata alla fine dell’Ottocento. Al termine dell’età giolittiana la produzione annua raggiunge i 5.000 pezzi, 2.000 dei quali vengono distribuiti in tutto il mondo e sono pari a un settimo del totale delle esportazioni italiane di fisarmoniche. Il principale mercato estero è quello degli Stati Uniti, che da solo assorbe la metà delle vendite internazionali della ditta fidardense.

### Attività politica
Al successo industriale Soprani accompagna una diretta partecipazione alla vita politica cittadina. Entrato nel 1889 a far parte del Consiglio comunale, nel 1905 diventa sindaco di Castelfidardo, presentandosi nella lista dell’Unione popolare formata da socialisti e repubblicani. Solo due anni più tardi, però, dopo che una nuova tornata elettorale ha sancito la sconfitta delle sinistre, Soprani cambia schieramento, ponendosi alla testa di una giunta moderata. A nulla servono le proteste dei suoi ex alleati, i quali ne chiedono le dimissioni: resta alla testa del governo cittadino fino al 1914, conseguendo peraltro alcuni risultati di rilievo, specie nei settori della scuola e dell’edilizia popolare. Lasciata la carica di sindaco, è eletto consigliere provinciale all’interno di una lista conservatrice, raccogliendo tuttavia un consenso modesto che lo induce ad abbandonare il seggio.
Imprenditore, sindaco e uomo più ricco di Castelfidardo alla vigilia della “grande guerra”, Soprani è ancora molto legato alle sue origini contadine, continuando a ritenere il possesso fondiario come il principale indice di opulenza e benessere. All’alba del XX secolo risulta infatti proprietario di una fiorente azienda agraria di 29 ettari, un patrimonio destinato a crescere negli anni successivi. In un opuscolo dato alle stampe nel 1915 (Come aumentare la mano d’opera dell’agricoltura ed eliminare la miseria e la disoccupazione in Italia), si spinge a proporre al Governo l’apertura di colonie agricole da far dissodare a manodopera senza lavoro, per ottenerne piccoli lotti coltivabili da conferire a mezzadri.
Muore a Castelfidardo all’inizio del 1918; tre anni prima aveva ceduto definitivamente ai figli la guida dell’impresa, destinata a rimanere per gran parte del Novecento una delle principali realtà produttive della zona. Transitata, non senza subire pesanti conseguenze, attraverso le violente crisi che nella seconda metà del Novecento colpiscono il settore, la Paolo Soprani Accordions continua nel terzo millennio a produrre e vendere fisarmoniche.

## Intitolazioni
Nel 2013 le poste slovene hanno dedicato a Paolo Soprani un francobollo speciale in occasione dei 150 anni dalla nascita dell'industria della fisarmonica.